# Диоп, Дам
Дам Диоп (фр. Dame Diop; род. 15 февраля 1993, Луга) — сенегальский футболист, нападающий. Выступал за сборную Сенегала.

## Клубная карьера
Дам Диоп родился в городе Луга, в Сенегале. В марте 2012 года был приобретён российским клубом «Химки». Однако за подмосковный клуб сенегалец не провёл ни одного матча и уже в августе был отдан в аренду с правом выкупа в армянский «Ширак». В феврале 2013 года, по окончании аренды, Диоп подписал полноценный контракт с армянским клубом.
В начале августа 2014 года перешёл в пражскую «Славию».

## Достижения
- Чемпион Армении: 2012/13